# Estación 34
La Estación 34 será una de las estaciones del Metro de Brasilia, situada en la ciudad satélite de Samambaia, entre la Estación Terminal Samambaia y la Estación 35.
Actualmente el proyecto de la estación está en proceso de elaboración. A finales de 2013 las obras fueron iniciadas. La expectativa es que duren 24 meses, la estación estaría lista, por lo tanto, a finales de 2015.
El nombre Estación 34 se debe a su numeración técnica. Otro nombre debe ser escogido haciendo referencia a su localización exacta.